# Rallye Dakar 2019

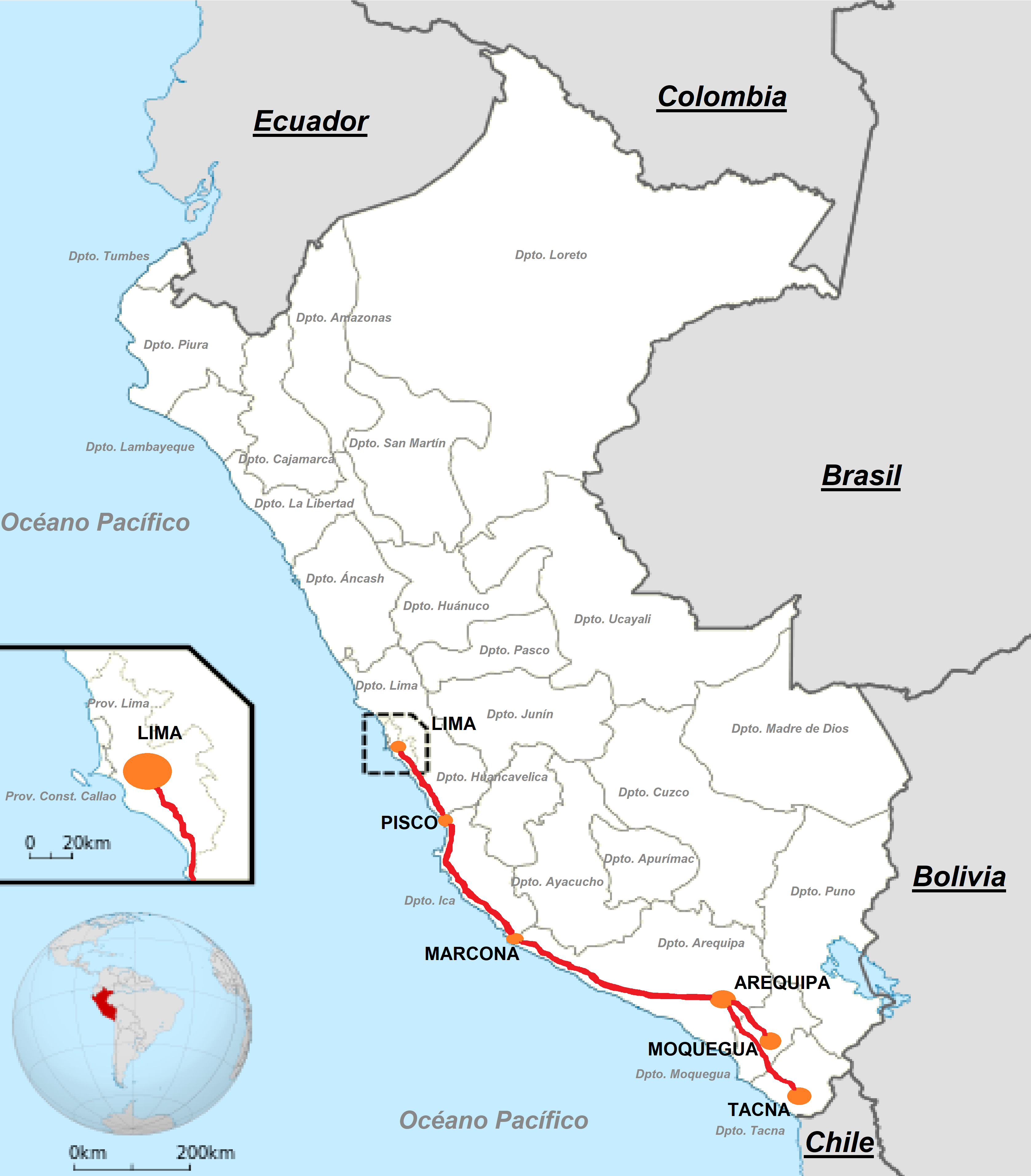
Route der Rallye Dakar 2019

Die Rallye Dakar 2019 (Peru) war die 41. Ausgabe der Rallye Dakar. Sie begann am 6. Januar 2019 in Lima und endete am 17. Januar 2019 ebenfalls in Lima.
Die Strecke führte zum ersten Mal in ihrer Geschichte nur durch ein Land über 5.600 km (davon 2.889 Wertungskilometer) durch Peru. Die 41. Ausgabe war die letzte in Südamerika, die 42. Ausgabe wird 2020 erstmals in Saudi-Arabien stattfinden.
An der Rallye nahmen insgesamt 334 Teilnehmer – 100 Autos, 137 Motorräder und 41 LKW sowie 26 Quads und 30 Side-by-Side teil.

## Endwertung

### PKW
|    | Fahrer            | Fahrzeug |
| -- | ----------------- | -------- |
| 1. | Nasser Al-Attiyah | Toyota   |
| 2. | Nani Roma         | Mini     |
| 3. | Sébastien Loeb    | Peugeot  |

### LKW
|    | Fahrer           | Fahrzeug |
| -- | ---------------- | -------- |
| 1. | Eduard Nikolajew | KAMAZ    |
| 2. | Dmitri Sotnikow  | KAMAZ    |
| 3. | Gerard de Rooy   | Iveco    |

### Motorräder
|    | Fahrer           | Fahrzeug |
| -- | ---------------- | -------- |
| 1. | Toby Price       | KTM      |
| 2. | Matthias Walkner | KTM      |
| 3. | Sam Sunderland   | KTM      |

### Quads
|    | Fahrer                    | Fahrzeug |
| -- | ------------------------- | -------- |
| 1. | Nicolás Cavigliasso       | Yamaha   |
| 2. | Jeremías González Ferioli | Yamaha   |
| 3. | Gustavo Gallego           | Yamaha   |

### Side-by-Side
|    | Fahrer                   | Fahrzeug |
| -- | ------------------------ | -------- |
| 1. | Francisco López Contardo | Can-Am   |
| 2. | Gerard Farrés            | Can-Am   |
| 3. | Reinaldo Varela          | Can-Am   |